# پامپانگا
پامپانگا (به فیلیپینی: Pampanga) یکی از استان‌های کشور فیلیپین است. این استان بخشی از جزیرهٔ لوزون به شمار می‌رود.
مرکز این استان شهر سن فرناندو است. جمعیت آن حدود یک میلیون و نهصد هزار نفر است. مساحت این استان هزار و هشتصد و هشتاد کیلومتر مربع است .